# Paul Franke (Verleger)
Paul Franke (* 21. Oktober 1881 in Nauendorf; † 25. Juli 1984 in Bad Tölz) war ein deutscher Verleger.

## Leben
Franke wuchs in Altenburg auf. Nach dem Abitur war er von 1911 bis 1914 bei Girardet in Essen tätig. Im Ersten Weltkrieg diente er als Oberstleutnant bei der Nachrichtenabteilung, nachdem er vorher bereits als Direktor in den Modeverlag Otto Beyer in Leipzig eingetreten war. 1922 berief ihn die Deutsche Reichsbahn für ihre Wirtschaftswerbung, wozu sie ein Unternehmen in Berlin und in München gegründet hatte. Nach neun Jahren wurde Paul Franke Direktor dieses Unternehmens. Noch in dieser Zeit gründete Franke eine Reihe von Verlagsgesellschaften und übernahm die Leitung von einigen Verlagen, die zum Stinnes- bzw. zum Industriekonzern gehörten.
Unter der Sammelbezeichnung „Vereinigte Verlagsgesellschaften Franke & Co. KG, Berlin“ fasste Paul Franke seine inzwischen gegründeten Einzelverlage zusammen und brachte unter anderem folgende Titel heraus: 
- „Zeitschrift für öffentliche Wirtschaft“
- „Die Landgemeinde“
- „Zeitschrift für Landmaschinen“
- „Auto Revue“
- „Die Deutsche Volkswirtschaft“
- „Die Deutsche Versicherungswirtschaft“
- „Die Deutsche Bankwirtschaft“
- „Betriebswirtschaft“
- „Gemüse und Obst“
- „Film-Kurier“ (mit täglichem Erscheinen)
- „Lichtbild-Bühne“

Die Filmzeitschriften Film-Kurier und Lichtbild-Bühne konnte Franke 1933/34 aus jüdischem Besitz (von Alfred Weiner bzw. Karl Wolffsohn) im Zuge der Arisierung zu einem Spottpreis erwerben. Eine Anzahl weiterer Veröffentlichungen ergänzten das Verlagsprogramm der VVG. 
Paul Franke unterhielt Büros in München und verfügte in Berlin neben Büros auch über repräsentative Geschäfts- und Direktionsgebäude, die im Zweiten Weltkrieg zerstört wurden. Franke zog sich danach auf sein Eigentum in Rottach-Egern zurück und konzentrierte sich auf die verlegerische Tätigkeit. Insbesondere wollte er den Film-Kurier neu herausbringen, die Lizenz der amerikanischen Besatzungsmacht erhielt jedoch der Sohn des Berliner Anwaltes, der als Verbindungsmann zu den Amerikanern die Lizenzvergabe verantwortete. Paul Frankes Rolle als Nazi-Parteigänger und Arisierungsprofiteur der Filmzeitschriften aus jüdischem Besitz hat dabei eine Rolle gespielt. Hans Borgelt, den Franke als Chefredakteur des Filmkuriers vorgesehen hatte, konnte deshalb nicht berufen werden.
Die Vereinigte Verlagsgesellschaft wurde nach 1945 neu aufgebaut, allerdings ohne die ehedem erfolgreichen Fachzeitschriften. Paul Franke brachte die Film-Bühne und den Illustrierten Film-Kurier heraus.
Paul Franke, inzwischen oft „Generaldirektor Paul Franke“ genannt, ist auch als Gesellschafter des größten Berliner Filmtheaters Zoo-Palast mit Atelier bekannt geworden. Er bestellte Max Knapp zum Geschäftsführer dieser Filmtheater-Gesellschaft und ermöglichte ihm so den Start als „Filmzar von Berlin“.

## Auszeichnungen
- Aus Anlass seines 90. Geburtstages wurde Paul Franke mit der Ehrenmedaille der Filmwirtschaft ausgezeichnet.
- 1981 erhielt er das Filmband in Gold für „langjähriges und hervorragendes Wirken im deutschen Film“.
- Paul Franke erhielt 1983 das Verdienstkreuz 1. Klasse (Bundesverdienstkreuz).